# Basketball-Europameisterschaft der Damen 2025
Die Basketball-Europameisterschaft der Damen 2025 (offiziell: EuroBasket Women 2025) war die 40. Austragung des Wettbewerbs. Das Turnier wurde von der FIBA Europa organisiert und fand vom 18. Juni bis zum 29. Juni 2025 in den vier Gastgeber-Ländern Tschechien, Deutschland, Griechenland und Italien statt. Dies war die erste Europameisterschaft, die von vier Ländern ausgerichtet wurde.

## Qualifikation
An dem Qualifikationsturnier zur Europameisterschaft der Damen 2025 nahmen 36 Nationen teil, die im September 2023 auf neun Gruppen zu je vier Nationen ausgelost wurden. Jedes Team spielte in seiner Gruppe jeweils ein Heim- und ein Auswärtsspiel gegen die drei anderen Teams. Die Qualifikationsspiele wurden in drei Zeitfenstern im November 2023, November 2024 und Februar 2025 ausgetragen.
In die erste Gruppe wurden die vier Gastgeber ( Deutschland,  Griechenland,  Italien und  Tschechien) eingeteilt. Sie waren bereits für die Endrunde qualifiziert, ihre Spiele wurden aber dennoch für die FIBA-Weltrangliste gewertet.
Die Sieger der acht anderen Gruppen qualifizierten sich zusammen mit den vier bestplatzierten Gruppenzweiten für die Endrunde. Diese 12 Nationen vervollständigten damit das 16-köpfige Teilnehmerfeld der Europameisterschaft.

## Austragungsorte
Das Turnier wurde an vier Spielorten in den vier gastgebenden Städten ausgetragen. Jede Vorrundengruppe fand komplett an einem Spielort statt. Die anschließende Finalrunde wurde in der griechischen Hafenstadt Piräus ausgetragen.
| Brünn |

| Hamburg |

| Bologna |

| Piräus |

| Brünn |

| Hamburg |

| Bologna |

| Piräus |

## Auslosung
Die Setzliste für die Auslosung wurde am 19. Februar 2025 vorgestellt. Sie basierte auf der FIBA-Weltrangliste vom 14. Februar 2025. Die Auslosung fand am 8. März des Jahres im Kulturzentrum der Stavros-Niarchos-Stiftung in Faliro bei Athen statt.
In der Vorrunde spielten jeweils vier Mannschaften in vier Gruppen gegeneinander. Der Sieger eines Spiels erhielten zwei Punkte, der Verlierer einen Punkt. Stand ein Spiel am Ende der regulären Spielzeit unentschieden, so erfolgt eine Verlängerung.
In Klammern die Weltranglistenposition.
| Lostopf 1                                                  | Lostopf 2                                                         | Lostopf 3                                                                    | Lostopf 4                                                     |
| ---------------------------------------------------------- | ----------------------------------------------------------------- | ---------------------------------------------------------------------------- | ------------------------------------------------------------- |
| - Frankreich (3) - Spanien (5) - Belgien (6) - Serbien (8) | - Deutschland (13) - Italien (15) - Türkei (17) - Tschechien (18) | - Montenegro (19) - Großbritannien (20) - Griechenland (21) - Slowenien (22) | - Schweden (25) - Portugal (40) - Litauen (45) - Schweiz (49) |

### Gruppen
| Gruppe A                                       | Gruppe B                                  | Gruppe C                                       | Gruppe D                                            |
| ---------------------------------------------- | ----------------------------------------- | ---------------------------------------------- | --------------------------------------------------- |
| - Griechenland - Türkei - Frankreich - Schweiz | - Slowenien - Serbien - Italien - Litauen | - Belgien - Tschechien - Montenegro - Portugal | - Großbritannien - Deutschland - Schweden - Spanien |

## Vorrunde
Die Partien der Vorrunde wurden vom 18. bis 22. Juni 2025 ausgetragen. Aus jeder Gruppe qualifizierten sich die beiden bestplatzierten Teams für das Viertelfinale.

### Gruppe A – Piräus
| Platz | Team         | Sp. | S | N | Korbpunkte | Diff. | Punkte |
| ----- | ------------ | --- | - | - | ---------- | ----- | ------ |
| 1.    | Frankreich   | 3   | 3 | 0 | 274:162    | +112  | 6      |
| 2.    | Türkei       | 3   | 2 | 1 | 243:210    | +33   | 5      |
| 3.    | Griechenland | 3   | 1 | 2 | 215:240    | −25   | 4      |
| 4.    | Schweiz      | 3   | 0 | 3 | 169:289    | −120  | 3      |

| 18. Juni 2025 16:30 Uhr 1 | Spielbericht | Türkei                                                   | 69 – 71 | Frankreich                                            | Stadion des Friedens und der Freundschaft, Piräus Zuschauer: 389 Schiedsrichter: Ariadna Chueca, Geert Jacobs, Nataša Dragojević |
| 18. Juni 2025 16:30 Uhr 1 | Spielbericht | Punkte pro Viertel: 23:22, 21:14, 10:12, 15:23           |         |                                                       | Stadion des Friedens und der Freundschaft, Piräus Zuschauer: 389 Schiedsrichter: Ariadna Chueca, Geert Jacobs, Nataša Dragojević |
| 18. Juni 2025 16:30 Uhr 1 | Spielbericht | Punkte: McCowan 20 Rebounds: McCowan 15 Assists: Cakir 5 |         | Punkte: Salaun 22 Rebounds: Rupert 9 Assists: Toure 4 | Stadion des Friedens und der Freundschaft, Piräus Zuschauer: 389 Schiedsrichter: Ariadna Chueca, Geert Jacobs, Nataša Dragojević |
| 18. Juni 2025 16:30 Uhr 1 | Spielbericht |                                                          |         |                                                       | Stadion des Friedens und der Freundschaft, Piräus Zuschauer: 389 Schiedsrichter: Ariadna Chueca, Geert Jacobs, Nataša Dragojević |

| 18. Juni 2025 20:30 Uhr 1 | Spielbericht | Griechenland                                             | 87 – 65 | Schweiz                                                          | Stadion des Friedens und der Freundschaft, Piräus Zuschauer: 6.895 Schiedsrichter: Julio Anaya, Paulina Gajdosz, Péter Praksch |
| 18. Juni 2025 20:30 Uhr 1 | Spielbericht | Punkte pro Viertel: 19:19, 27:13, 18:12, 23:21           |         |                                                                  | Stadion des Friedens und der Freundschaft, Piräus Zuschauer: 6.895 Schiedsrichter: Julio Anaya, Paulina Gajdosz, Péter Praksch |
| 18. Juni 2025 20:30 Uhr 1 | Spielbericht | Punkte: Fasoula 21 Rebounds: Fasoula 6 Assists: Spanou 6 |         | Punkte: Herminjard 18 Rebounds: Schwarz 8 Assists: Herminjard 11 | Stadion des Friedens und der Freundschaft, Piräus Zuschauer: 6.895 Schiedsrichter: Julio Anaya, Paulina Gajdosz, Péter Praksch |
| 18. Juni 2025 20:30 Uhr 1 | Spielbericht |                                                          |         |                                                                  | Stadion des Friedens und der Freundschaft, Piräus Zuschauer: 6.895 Schiedsrichter: Julio Anaya, Paulina Gajdosz, Péter Praksch |

| 19. Juni 2025 16:30 Uhr 1 | Spielbericht | Schweiz                                                      | 67 – 91 | Türkei                                                  | Stadion des Friedens und der Freundschaft, Piräus Zuschauer: 550 Schiedsrichter: Julio Anaya, Paulina Gajdosz, Veronika Obertová |
| 19. Juni 2025 16:30 Uhr 1 | Spielbericht | Punkte pro Viertel: 13:27, 21:24, 19:17, 14:23               |         |                                                         | Stadion des Friedens und der Freundschaft, Piräus Zuschauer: 550 Schiedsrichter: Julio Anaya, Paulina Gajdosz, Veronika Obertová |
| 19. Juni 2025 16:30 Uhr 1 | Spielbericht | Punkte: Ranisavljevic 14 Rebounds: Schwarz 6 Assists: Fora 6 |         | Punkte: McCowan 19 Rebounds: McCowan 12 Assists: Onar 8 | Stadion des Friedens und der Freundschaft, Piräus Zuschauer: 550 Schiedsrichter: Julio Anaya, Paulina Gajdosz, Veronika Obertová |
| 19. Juni 2025 16:30 Uhr 1 | Spielbericht |                                                              |         |                                                         | Stadion des Friedens und der Freundschaft, Piräus Zuschauer: 550 Schiedsrichter: Julio Anaya, Paulina Gajdosz, Veronika Obertová |

| 19. Juni 2025 19:30 Uhr 1 | Spielbericht | Frankreich                                              | 92 – 56 | Griechenland                                               | Stadion des Friedens und der Freundschaft, Piräus Zuschauer: 8.860 Schiedsrichter: Ariadna Chueca, Péter Praksch, Zdenko Tomašovič |
| 19. Juni 2025 19:30 Uhr 1 | Spielbericht | Punkte pro Viertel: 21:17, 23:20, 20:10, 28:9           |         |                                                            | Stadion des Friedens und der Freundschaft, Piräus Zuschauer: 8.860 Schiedsrichter: Ariadna Chueca, Péter Praksch, Zdenko Tomašovič |
| 19. Juni 2025 19:30 Uhr 1 | Spielbericht | Punkte: Salaun 17 Rebounds: Salaun 5 Assists: Bernies 8 |         | Punkte: Spanou 14 Rebounds: Parks 7 Assists: Pavlopoulou 4 | Stadion des Friedens und der Freundschaft, Piräus Zuschauer: 8.860 Schiedsrichter: Ariadna Chueca, Péter Praksch, Zdenko Tomašovič |
| 19. Juni 2025 19:30 Uhr 1 | Spielbericht |                                                         |         |                                                            | Stadion des Friedens und der Freundschaft, Piräus Zuschauer: 8.860 Schiedsrichter: Ariadna Chueca, Péter Praksch, Zdenko Tomašovič |

| 21. Juni 2025 16:30 Uhr 1 | Spielbericht | Frankreich                                                          | 111 – 37 | Schweiz                                                      | Stadion des Friedens und der Freundschaft, Piräus Zuschauer: 410 Schiedsrichter: Geert Jacobs, Zdenko Tomašovič, Veronika Obertová |
| 21. Juni 2025 16:30 Uhr 1 | Spielbericht | Punkte pro Viertel: 25:9, 35:5, 22:15, 29:8                         |          |                                                              | Stadion des Friedens und der Freundschaft, Piräus Zuschauer: 410 Schiedsrichter: Geert Jacobs, Zdenko Tomašovič, Veronika Obertová |
| 21. Juni 2025 16:30 Uhr 1 | Spielbericht | Punkte: Salaun 23 Rebounds: Ayayi, Rupert (je 6) Assists: Bernies 6 |          | Punkte: Herminjard 10 Rebounds: Schwarz 9 Assists: Schwarz 3 | Stadion des Friedens und der Freundschaft, Piräus Zuschauer: 410 Schiedsrichter: Geert Jacobs, Zdenko Tomašovič, Veronika Obertová |
| 21. Juni 2025 16:30 Uhr 1 | Spielbericht |                                                                     |          |                                                              | Stadion des Friedens und der Freundschaft, Piräus Zuschauer: 410 Schiedsrichter: Geert Jacobs, Zdenko Tomašovič, Veronika Obertová |

| 21. Juni 2025 19:30 Uhr 1 | Spielbericht | Griechenland                                                | 72 – 83 | Türkei                                                   | Stadion des Friedens und der Freundschaft, Piräus Zuschauer: 10.503 Schiedsrichter: Ariadna Chueca, Júlio Anaya, Péter Praksch |
| 21. Juni 2025 19:30 Uhr 1 | Spielbericht | Punkte pro Viertel: 21:17, 14:26, 24:19, 13:21              |         |                                                          | Stadion des Friedens und der Freundschaft, Piräus Zuschauer: 10.503 Schiedsrichter: Ariadna Chueca, Júlio Anaya, Péter Praksch |
| 21. Juni 2025 19:30 Uhr 1 | Spielbericht | Punkte: Spanou 20 Rebounds: Spanou 5 Assists: Pavlopoulou 8 |         | Punkte: Senyurek 19 Rebounds: McCowan 14 Assists: Onar 8 | Stadion des Friedens und der Freundschaft, Piräus Zuschauer: 10.503 Schiedsrichter: Ariadna Chueca, Júlio Anaya, Péter Praksch |
| 21. Juni 2025 19:30 Uhr 1 | Spielbericht |                                                             |         |                                                          | Stadion des Friedens und der Freundschaft, Piräus Zuschauer: 10.503 Schiedsrichter: Ariadna Chueca, Júlio Anaya, Péter Praksch |

### Gruppe B – Bologna
| Platz | Team      | Sp. | S | N | Korbpunkte | Diff. | Punkte |
| ----- | --------- | --- | - | - | ---------- | ----- | ------ |
| 1.    | Italien   | 3   | 3 | 0 | 212:178    | +34   | 6      |
| 2.    | Litauen   | 3   | 2 | 1 | 202:199    | +3    | 5      |
| 3.    | Slowenien | 3   | 1 | 2 | 221:223    | −2    | 4      |
| 4.    | Serbien   | 3   | 0 | 3 | 193:228    | −35   | 3      |

| 18. Juni 2025 17:30 Uhr | Spielbericht | Slowenien                                                | 71 – 77 | Litauen                                                  | PalaDozza, Bologna Zuschauer: 636 Schiedsrichter: Martin Horozov, Viola Györgyi, Ivor Matějek |
| 18. Juni 2025 17:30 Uhr | Spielbericht | Punkte pro Viertel: 19:27, 15:15, 21:16, 16:19           |         |                                                          | PalaDozza, Bologna Zuschauer: 636 Schiedsrichter: Martin Horozov, Viola Györgyi, Ivor Matějek |
| 18. Juni 2025 17:30 Uhr | Spielbericht | Punkte: Shepard 25 Rebounds: Shepard 18 Assists: Oblak 5 |         | Punkte: Jocytė 17 Rebounds: Juskaite 9 Assists: Jocytė 6 | PalaDozza, Bologna Zuschauer: 636 Schiedsrichter: Martin Horozov, Viola Györgyi, Ivor Matějek |
| 18. Juni 2025 17:30 Uhr | Spielbericht |                                                          |         |                                                          | PalaDozza, Bologna Zuschauer: 636 Schiedsrichter: Martin Horozov, Viola Györgyi, Ivor Matějek |

| 18. Juni 2025 21:00 Uhr | Spielbericht | Serbien                                                | 61 – 70 | Italien                                                                | PalaDozza, Bologna Zuschauer: 2.601 Schiedsrichter: Paulo Marques, Yasmina Alcaraz, Michał Proc |
| 18. Juni 2025 21:00 Uhr | Spielbericht | Punkte pro Viertel: 18:19, 12:20, 13:17, 18:14         |         |                                                                        | PalaDozza, Bologna Zuschauer: 2.601 Schiedsrichter: Paulo Marques, Yasmina Alcaraz, Michał Proc |
| 18. Juni 2025 21:00 Uhr | Spielbericht | Punkte: Nogic 19 Rebounds: Dugalic 7 Assists: Anderson |         | Punkte: Zandalasini 20 Rebounds: Zandalasini 11 Assists: Zandalasini 4 | PalaDozza, Bologna Zuschauer: 2.601 Schiedsrichter: Paulo Marques, Yasmina Alcaraz, Michał Proc |
| 18. Juni 2025 21:00 Uhr | Spielbericht |                                                        |         |                                                                        | PalaDozza, Bologna Zuschauer: 2.601 Schiedsrichter: Paulo Marques, Yasmina Alcaraz, Michał Proc |

| 19. Juni 2025 17:30 Uhr | Spielbericht | Litauen                                                    | 74 – 63 | Serbien                                                 | PalaDozza, Bologna Zuschauer: 922 Schiedsrichter: Martin Horozov, Carsten Straube, Yasmina Alcaraz |
| 19. Juni 2025 17:30 Uhr | Spielbericht | Punkte pro Viertel: 16:14, 14:16, 24:19, 20:14             |         |                                                         | PalaDozza, Bologna Zuschauer: 922 Schiedsrichter: Martin Horozov, Carsten Straube, Yasmina Alcaraz |
| 19. Juni 2025 17:30 Uhr | Spielbericht | Punkte: Juskaite 24 Rebounds: Juskaite 9 Assists: Jocytė 8 |         | Punkte: Nogic 13 Rebounds: Dugalic 8 Assists: Popovic 5 | PalaDozza, Bologna Zuschauer: 922 Schiedsrichter: Martin Horozov, Carsten Straube, Yasmina Alcaraz |
| 19. Juni 2025 17:30 Uhr | Spielbericht |                                                            |         |                                                         | PalaDozza, Bologna Zuschauer: 922 Schiedsrichter: Martin Horozov, Carsten Straube, Yasmina Alcaraz |

| 19. Juni 2025 21:00 Uhr | Spielbericht | Italien                                                   | 77 – 66 | Slowenien                                                      | PalaDozza, Bologna Zuschauer: 2.389 Schiedsrichter: Michał Proc, Paulo Marques, Ivor Matějek |
| 19. Juni 2025 21:00 Uhr | Spielbericht | Punkte pro Viertel: 22:17, 23:5, 16:26, 16:18             |         |                                                                | PalaDozza, Bologna Zuschauer: 2.389 Schiedsrichter: Michał Proc, Paulo Marques, Ivor Matějek |
| 19. Juni 2025 21:00 Uhr | Spielbericht | Punkte: Keys, Pasa 15 Rebounds: Cubaj 8 Assists: Verona 6 |         | Punkte: Shepard 20 Rebounds: Lisec, Shepard 6 Assists: Oblak 8 | PalaDozza, Bologna Zuschauer: 2.389 Schiedsrichter: Michał Proc, Paulo Marques, Ivor Matějek |
| 19. Juni 2025 21:00 Uhr | Spielbericht |                                                           |         |                                                                | PalaDozza, Bologna Zuschauer: 2.389 Schiedsrichter: Michał Proc, Paulo Marques, Ivor Matějek |

| 21. Juni 2025 17:30 Uhr | Spielbericht | Slowenien                                               | 84 – 69 | Serbien                                                                              | PalaDozza, Bologna Zuschauer: 1.543 Schiedsrichter: Paulo Marques, Carsten Straube, Sandra Sánchez |
| 21. Juni 2025 17:30 Uhr | Spielbericht | Punkte pro Viertel: 30:23, 19:10, 20:18, 15:18          |         |                                                                                      | PalaDozza, Bologna Zuschauer: 1.543 Schiedsrichter: Paulo Marques, Carsten Straube, Sandra Sánchez |
| 21. Juni 2025 17:30 Uhr | Spielbericht | Punkte: Shepard 23 Rebounds: Lisec 12 Assists: Lisec 10 |         | Punkte: Dugalic 20 Rebounds: Jankovic, Popovic, Djordjevic (je 4) Assists: Katanic 5 | PalaDozza, Bologna Zuschauer: 1.543 Schiedsrichter: Paulo Marques, Carsten Straube, Sandra Sánchez |
| 21. Juni 2025 17:30 Uhr | Spielbericht |                                                         |         |                                                                                      | PalaDozza, Bologna Zuschauer: 1.543 Schiedsrichter: Paulo Marques, Carsten Straube, Sandra Sánchez |

| 21. Juni 2025 21:00 Uhr | Spielbericht | Italien                                                            | 65 – 51 | Litauen                                                       | PalaDozza, Bologna Zuschauer: 3.893 Schiedsrichter: Martin Horozov, Viola Györgyi, Michał Proc |
| 21. Juni 2025 21:00 Uhr | Spielbericht | Punkte pro Viertel: 18:14, 16:9, 12:19, 19:9                       |         |                                                               | PalaDozza, Bologna Zuschauer: 3.893 Schiedsrichter: Martin Horozov, Viola Györgyi, Michał Proc |
| 21. Juni 2025 21:00 Uhr | Spielbericht | Punkte: Zandalasini 22 Rebounds: Zandalasini 8 Assists: Santucci 4 |         | Punkte: Jocytė 15 Rebounds: Miskiniene 12 Assists: Juskaite 4 | PalaDozza, Bologna Zuschauer: 3.893 Schiedsrichter: Martin Horozov, Viola Györgyi, Michał Proc |
| 21. Juni 2025 21:00 Uhr | Spielbericht |                                                                    |         |                                                               | PalaDozza, Bologna Zuschauer: 3.893 Schiedsrichter: Martin Horozov, Viola Györgyi, Michał Proc |

### Gruppe C – Brünn
| Platz | Team       | Sp. | S | N | Korbpunkte | Diff. | Punkte |
| ----- | ---------- | --- | - | - | ---------- | ----- | ------ |
| 1.    | Belgien    | 3   | 3 | 0 | 240:165    | +75   | 6      |
| 2.    | Tschechien | 3   | 2 | 1 | 222:168    | +54   | 5      |
| 3.    | Portugal   | 3   | 1 | 2 | 167:203    | −36   | 4      |
| 4.    | Montenegro | 3   | 0 | 3 | 146:239    | −93   | 3      |

| 19. Juni 2025 17:30 Uhr | Spielbericht | Tschechien                                                                           | 89 – 44 | Montenegro                                                     | Starez aréna Vodova, Brünn Zuschauer: 2.267 Schiedsrichter: Gatis Saliņš, Silvia Marziali, Gintaras Mačiulis |
| 19. Juni 2025 17:30 Uhr | Spielbericht | Punkte pro Viertel: 24:13, 21:10, 21:10, 23:11                                       |         |                                                                | Starez aréna Vodova, Brünn Zuschauer: 2.267 Schiedsrichter: Gatis Saliņš, Silvia Marziali, Gintaras Mačiulis |
| 19. Juni 2025 17:30 Uhr | Spielbericht | Punkte: Reisingerová 14 Rebounds: Čechová 8 Assists: Zeithammerová, Voráčková (je 5) |         | Punkte: Kovačević 8 Rebounds: Kovačević 5 Assists: Kovačević 3 | Starez aréna Vodova, Brünn Zuschauer: 2.267 Schiedsrichter: Gatis Saliņš, Silvia Marziali, Gintaras Mačiulis |
| 19. Juni 2025 17:30 Uhr | Spielbericht |                                                                                      |         |                                                                | Starez aréna Vodova, Brünn Zuschauer: 2.267 Schiedsrichter: Gatis Saliņš, Silvia Marziali, Gintaras Mačiulis |

| 19. Juni 2025 20:15 Uhr | Spielbericht | Belgien                                                          | 81 – 52 | Portugal                                                                                           | Starez aréna Vodova, Brünn Zuschauer: 1.192 Schiedsrichter: Georgios Poursanidis, Özlem Yalman, Josip Jurčević |
| 19. Juni 2025 20:15 Uhr | Spielbericht | Punkte pro Viertel: 15:14, 25:11, 26:11, 15:16                   |         | | Starez aréna Vodova, Brünn Zuschauer: 1.192 Schiedsrichter: Georgios Poursanidis, Özlem Yalman, Josip Jurčević |
| 19. Juni 2025 20:15 Uhr | Spielbericht | Punkte: Meesseman 19 Rebounds: Meesseman 11 Assists: Meesseman 6 |         | Punkte: Rodrigues 13 Rebounds: Bettencourt Correia, da Silva (je 6) Assists: Bettencourt Correia 4 | Starez aréna Vodova, Brünn Zuschauer: 1.192 Schiedsrichter: Georgios Poursanidis, Özlem Yalman, Josip Jurčević |
| 19. Juni 2025 20:15 Uhr | Spielbericht |                                                                  |         | | Starez aréna Vodova, Brünn Zuschauer: 1.192 Schiedsrichter: Georgios Poursanidis, Özlem Yalman, Josip Jurčević |

| 20. Juni 2025 17:30 Uhr | Spielbericht | Portugal                                                              | 49 – 73 | Tschechien                                                                           | Starez aréna Vodova, Brünn Zuschauer: 2.556 Schiedsrichter: Georgios Poursanidis, Valentin Oliot, Gintaras Mačiulis |
| 20. Juni 2025 17:30 Uhr | Spielbericht | Punkte pro Viertel: 11:19, 8:21, 18:17, 12:16                         |         |                                                                                      | Starez aréna Vodova, Brünn Zuschauer: 2.556 Schiedsrichter: Georgios Poursanidis, Valentin Oliot, Gintaras Mačiulis |
| 20. Juni 2025 17:30 Uhr | Spielbericht | Punkte: da Silva 12 Rebounds: Soeiro 6 Assists: Bettencourt Correia 4 |         | Punkte: Reisingerová 11 Rebounds: Pospíšilová, Voráčková (je 5) Assists: Voráčková 7 | Starez aréna Vodova, Brünn Zuschauer: 2.556 Schiedsrichter: Georgios Poursanidis, Valentin Oliot, Gintaras Mačiulis |
| 20. Juni 2025 17:30 Uhr | Spielbericht |                                                                       |         |                                                                                      | Starez aréna Vodova, Brünn Zuschauer: 2.556 Schiedsrichter: Georgios Poursanidis, Valentin Oliot, Gintaras Mačiulis |

| 20. Juni 2025 20:15 Uhr | Spielbericht | Montenegro | 53 – 87 | Belgien                                                     | Starez aréna Vodova, Brünn Zuschauer: 1.286 Schiedsrichter: Silvia Marziali, Özlem Yalman, Amal Dahra |
| 20. Juni 2025 20:15 Uhr | Spielbericht | Punkte pro Viertel: 8:31, 24:17, 13:15, 8:24                                                                          |         |                                                             | Starez aréna Vodova, Brünn Zuschauer: 1.286 Schiedsrichter: Silvia Marziali, Özlem Yalman, Amal Dahra |
| 20. Juni 2025 20:15 Uhr | Spielbericht | Punkte: Kovačević 16 Rebounds: Kovačević, Pasic, Bigovic, Jovanovic (je 4) Assists: Zivaljevic, Pasic, Lekovic (je 3) |         | Punkte: Linskens 25 Rebounds: Linkskens 8 Assists: Vanloo 7 | Starez aréna Vodova, Brünn Zuschauer: 1.286 Schiedsrichter: Silvia Marziali, Özlem Yalman, Amal Dahra |
| 20. Juni 2025 20:15 Uhr | Spielbericht | |         |                                                             | Starez aréna Vodova, Brünn Zuschauer: 1.286 Schiedsrichter: Silvia Marziali, Özlem Yalman, Amal Dahra |

| 22. Juni 2025 17:30 Uhr | Spielbericht | Belgien                                                       | 72 – 60 | Tschechien                                                      | Starez aréna Vodova, Brünn Zuschauer: 2.708 Schiedsrichter: Georgios Poursanidis, Özlem Yalman, Gatis Saliņš |
| 22. Juni 2025 17:30 Uhr | Spielbericht | Punkte pro Viertel: 17:17, 24:20, 17:9, 14:14                 |         |                                                                 | Starez aréna Vodova, Brünn Zuschauer: 2.708 Schiedsrichter: Georgios Poursanidis, Özlem Yalman, Gatis Saliņš |
| 22. Juni 2025 17:30 Uhr | Spielbericht | Punkte: Meesseman 20 Rebounds: Allemand 9 Assists: Allemand 7 |         | Punkte: Vorackova 11 Rebounds: Hamzova 6 Assists: Pospisilova 5 | Starez aréna Vodova, Brünn Zuschauer: 2.708 Schiedsrichter: Georgios Poursanidis, Özlem Yalman, Gatis Saliņš |
| 22. Juni 2025 17:30 Uhr | Spielbericht |                                                               |         |                                                                 | Starez aréna Vodova, Brünn Zuschauer: 2.708 Schiedsrichter: Georgios Poursanidis, Özlem Yalman, Gatis Saliņš |

| 22. Juni 2025 20:15 Uhr | Spielbericht | Montenegro                                                                              | 49 – 63 | Portugal                                                                                    | Starez aréna Vodova, Brünn Zuschauer: 1.056 Schiedsrichter: Josip Jurčević, Amal Dahra, Valentin Oliot |
| 22. Juni 2025 20:15 Uhr | Spielbericht | Punkte pro Viertel: 11:14, 13:16, 12:18, 13:15                                          |         |                                                                                             | Starez aréna Vodova, Brünn Zuschauer: 1.056 Schiedsrichter: Josip Jurčević, Amal Dahra, Valentin Oliot |
| 22. Juni 2025 20:15 Uhr | Spielbericht | Punkte: Jovanovic 13 Rebounds: Jovanovic 6 Assists: Kovačević, Radonjic, Lekovic (je 4) |         | Punkte: Bettencourt Correia 15 Rebounds: S. da Silva 10 Assists: Rodrigues, da Costa (je 5) | Starez aréna Vodova, Brünn Zuschauer: 1.056 Schiedsrichter: Josip Jurčević, Amal Dahra, Valentin Oliot |
| 22. Juni 2025 20:15 Uhr | Spielbericht |                                                                                         |         |                                                                                             | Starez aréna Vodova, Brünn Zuschauer: 1.056 Schiedsrichter: Josip Jurčević, Amal Dahra, Valentin Oliot |

### Gruppe D – Hamburg
| Platz | Team           | Sp. | S | N | Korbpunkte | Diff. | Punkte |
| ----- | -------------- | --- | - | - | ---------- | ----- | ------ |
| 1.    | Spanien        | 3   | 3 | 0 | 242:205    | +37   | 6      |
| 2.    | Deutschland    | 3   | 2 | 1 | 229:222    | +7    | 5      |
| 3.    | Schweden       | 3   | 1 | 2 | 226:233    | −7    | 4      |
| 4.    | Großbritannien | 3   | 0 | 3 | 203:240    | −37   | 3      |

| 19. Juni 2025 17:15 Uhr | Spielbericht | Großbritannien                                              | 70 – 85 | Spanien                                                      | Inselpark Arena, Hamburg Zuschauer: 3.087 Schiedsrichter: Dariusz Zapolski, Ivana Ivanović, Blaž Zupančič |
| 19. Juni 2025 17:15 Uhr | Spielbericht | Punkte pro Viertel: 13:18, 12:30, 24:20, 21:17              |         |                                                              | Inselpark Arena, Hamburg Zuschauer: 3.087 Schiedsrichter: Dariusz Zapolski, Ivana Ivanović, Blaž Zupančič |
| 19. Juni 2025 17:15 Uhr | Spielbericht | Punkte: Ashby 17 Rebounds: Fagbenle 8 Assists: Winterburn 6 |         | Punkte: Martin Carrion 14 Rebounds: Ortiz 5 Assists: Ortiz 7 | Inselpark Arena, Hamburg Zuschauer: 3.087 Schiedsrichter: Dariusz Zapolski, Ivana Ivanović, Blaž Zupančič |
| 19. Juni 2025 17:15 Uhr | Spielbericht |                                                             |         |                                                              | Inselpark Arena, Hamburg Zuschauer: 3.087 Schiedsrichter: Dariusz Zapolski, Ivana Ivanović, Blaž Zupančič |

| 19. Juni 2025 20:00 Uhr | Spielbericht | Deutschland                                                   | 89 – 76 | Schweden                                                         | Inselpark Arena, Hamburg Zuschauer: 3.414 Schiedsrichter: Gvidas Gedvilas, Andris Aunkrogers, Çisil Güngör |
| 19. Juni 2025 20:00 Uhr | Spielbericht | Punkte pro Viertel: 27:16, 17:11, 14:22, 31:27                |         |                                                                  | Inselpark Arena, Hamburg Zuschauer: 3.414 Schiedsrichter: Gvidas Gedvilas, Andris Aunkrogers, Çisil Güngör |
| 19. Juni 2025 20:00 Uhr | Spielbericht | Punkte: Geiselsöder 20 Rebounds: Bühner 9 Assists: Peterson 6 |         | Punkte: Eldebrink 22 Rebounds: Lundquist 10 Assists: Lundquist 7 | Inselpark Arena, Hamburg Zuschauer: 3.414 Schiedsrichter: Gvidas Gedvilas, Andris Aunkrogers, Çisil Güngör |
| 19. Juni 2025 20:00 Uhr | Spielbericht |                                                               |         |                                                                  | Inselpark Arena, Hamburg Zuschauer: 3.414 Schiedsrichter: Gvidas Gedvilas, Andris Aunkrogers, Çisil Güngör |

| 20. Juni 2025 17:15 Uhr | Spielbericht | Schweden                                                         | 75 – 66 | Großbritannien                                                     | Inselpark Arena, Hamburg Zuschauer: 3.164 Schiedsrichter: Dariusz Zapolski, Jelena Tomić, Alexandre Deman |
| 20. Juni 2025 17:15 Uhr | Spielbericht | Punkte pro Viertel: 15:22, 16:9, 26:16, 18:19                    |         |                                                                    | Inselpark Arena, Hamburg Zuschauer: 3.164 Schiedsrichter: Dariusz Zapolski, Jelena Tomić, Alexandre Deman |
| 20. Juni 2025 17:15 Uhr | Spielbericht | Punkte: Lundquist 20 Rebounds: Lundquist 11 Assists: Lundquist 6 |         | Punkte: Winterburn 19 Rebounds: Winterburn 9 Assists: Winterburn 7 | Inselpark Arena, Hamburg Zuschauer: 3.164 Schiedsrichter: Dariusz Zapolski, Jelena Tomić, Alexandre Deman |
| 20. Juni 2025 17:15 Uhr | Spielbericht |                                                                  |         |                                                                    | Inselpark Arena, Hamburg Zuschauer: 3.164 Schiedsrichter: Dariusz Zapolski, Jelena Tomić, Alexandre Deman |

| 20. Juni 2025 20:00 Uhr | Spielbericht | Spanien                                                            | 79 – 60 | Deutschland                                                    | Inselpark Arena, Hamburg Zuschauer: 3.414 Schiedsrichter: Andris Aunkrogers, Gvidas Gedvilas, Çisil Güngör |
| 20. Juni 2025 20:00 Uhr | Spielbericht | Punkte pro Viertel: 19:16, 17:14, 18:13, 25:17                     |         |                                                                | Inselpark Arena, Hamburg Zuschauer: 3.414 Schiedsrichter: Andris Aunkrogers, Gvidas Gedvilas, Çisil Güngör |
| 20. Juni 2025 20:00 Uhr | Spielbericht | Punkte: Carrera 20 Rebounds: Torrens, Araujo je 7 Assists: Ortiz 7 |         | Punkte: Geiselsöder 16 Rebounds: Fiebich 9 Assists: Peterson 7 | Inselpark Arena, Hamburg Zuschauer: 3.414 Schiedsrichter: Andris Aunkrogers, Gvidas Gedvilas, Çisil Güngör |
| 20. Juni 2025 20:00 Uhr | Spielbericht |                                                                    |         |                                                                | Inselpark Arena, Hamburg Zuschauer: 3.414 Schiedsrichter: Andris Aunkrogers, Gvidas Gedvilas, Çisil Güngör |

| 22. Juni 2025 15:15 Uhr | Spielbericht | Schweden                                                         | 75 – 78 | Spanien                                                             | Inselpark Arena, Hamburg Zuschauer: 3.223 Schiedsrichter: Dariusz Zapolski, Alexandre Deman, Çisil Güngör |
| 22. Juni 2025 15:15 Uhr | Spielbericht | Punkte pro Viertel: 16:16, 7:15, 19:19, 22:14. Overtime/s: 11:14 |         |                                                                     | Inselpark Arena, Hamburg Zuschauer: 3.223 Schiedsrichter: Dariusz Zapolski, Alexandre Deman, Çisil Güngör |
| 22. Juni 2025 15:15 Uhr | Spielbericht | Punkte: Lundquist 21 Rebounds: Lundquist 8 Assists: Lundquist 9  |         | Punkte: Torrens 20 Rebounds: Ortiz 6 Assists: Buenavida, Fam (je 3) | Inselpark Arena, Hamburg Zuschauer: 3.223 Schiedsrichter: Dariusz Zapolski, Alexandre Deman, Çisil Güngör |
| 22. Juni 2025 15:15 Uhr | Spielbericht |                                                                  |         |                                                                     | Inselpark Arena, Hamburg Zuschauer: 3.223 Schiedsrichter: Dariusz Zapolski, Alexandre Deman, Çisil Güngör |

| 22. Juni 2025 18:00 Uhr | Spielbericht | Großbritannien                                                                                    | 67 – 80 | Deutschland                                              | Inselpark Arena, Hamburg Zuschauer: 3.414 Schiedsrichter: Andris Aunkrogers, Gvidas Gedvilas, Blaž Zupančič |
| 22. Juni 2025 18:00 Uhr | Spielbericht | Punkte pro Viertel: 8:26, 24:22, 20:15, 15:17                                                     |         |                                                          | Inselpark Arena, Hamburg Zuschauer: 3.414 Schiedsrichter: Andris Aunkrogers, Gvidas Gedvilas, Blaž Zupančič |
| 22. Juni 2025 18:00 Uhr | Spielbericht | Punkte: Winterburn 18 Rebounds: Henderson, Wilkinson (je 9) Assists: Winterburn, Henderson (je 7) |         | Punkte: Bühner 17 Rebounds: Bühner 7 Assists: Peterson 8 | Inselpark Arena, Hamburg Zuschauer: 3.414 Schiedsrichter: Andris Aunkrogers, Gvidas Gedvilas, Blaž Zupančič |
| 22. Juni 2025 18:00 Uhr | Spielbericht |                                                                                                   |         |                                                          | Inselpark Arena, Hamburg Zuschauer: 3.414 Schiedsrichter: Andris Aunkrogers, Gvidas Gedvilas, Blaž Zupančič |

## Finalrunde

### Turnierbaum
|  | Viertelfinale | Viertelfinale |               |               | Halbfinale       | Halbfinale |  |  | Finale        | Finale        |
|  |               |               |               |               |                  |            |  |  |               |               |
|  | 24. Juni 2025 |               |               |               |                  |            |  |  |               |               |
|  | Frankreich    | 83            |               |               |                  |            |  |  |               |               |
|  | Frankreich    | 83            | 27. Juni 2025 |               |                  |            |  |  |               |               |
|  | Litauen       | 61            |               |               |                  |            |  |  |               |               |
|  | Litauen       | 61            | Frankreich    | 64            |                  |            |  |  |               |               |
|  |               |               | Frankreich    | 64            |                  |            |  |  |               |               |
|  |               | Spanien       | 65            |               |                  |            |  |  |               |               |
|  | Spanien       | Spanien       | 65            | 88            |                  |            |  |  |               |               |
|  | Spanien       |               |               | 88            |                  |            |  |  |               |               |
|  | Tschechien    | 81            |               | 29. Juni 2025 | 29. Juni 2025    |            |  |  |               |               |
|  | 25. Juni 2025 | 25. Juni 2025 | Spanien       | 65            |                  |            |  |  |               |               |
|  | 24. Juni 2025 | 24. Juni 2025 |               | Belgien       | 67               |            |  |  |               |               |
|  | Italien       | 76            |               |               |                  |            |  |  |               |               |
|  | Türkei        | 74            |               |               |                  |            |  |  |               |               |
|  | Türkei        | 74            | Italien       | 64            |                  |            |  |  |               |               |
|  |               |               | Italien       | 64            | Spiel um Platz 3 |            |  |  |               |               |
|  |               | Belgien       | 66            |               |                  |            |  |  |               |               |
|  | Belgien       | Belgien       | 66            | 83            | Frankreich       | 54         |  |  |               |               |
|  | Belgien       | 27. Juni 2025 |               | 83            | Frankreich       | 54         |  |  |               |               |
|  | Deutschland   | 59            |               | Italien       | 69               |            |  |  |               |               |
|  | Deutschland   | 59            |               |               | 69               |            |  |  |               |               |
|  | 25. Juni 2025 | 25. Juni 2025 |               |               |                  |            |  |  | 29. Juni 2025 | 29. Juni 2025 |

Platzierungsrunde
Die vier Verlierer der Viertelfinalpartien spielten in einer Platzierungsrunde sowie einem Spiel um Platz 5 und einem Spiel um Platz 7 untereinander die Plätze 5 bis 8 aus.
|  | Platzierungsrunde | Platzierungsrunde |               |    | Spiel um Platz 5 | Spiel um Platz 5 |
|  |                   |                   |               |    |                  |                  |
|  | Litauen           | 76                |               |    |                  |                  |
|  | Tschechien        | 81                |               |    |                  |                  |
|  | 27. Juni 2025     |                   |               |    |                  |                  |
|  |                   |                   | 29. Juni 2025 |    |                  |                  |
|  | Tschechien        | 70                |               |    |                  |                  |
|  |                   | Deutschland       | 81            |    |                  |                  |
|  |                   |                   |               |    |                  |                  |
|  | Spiel um Platz 7  |                   |               |    |                  |                  |
|  | 27. Juni 2025     | 27. Juni 2025     | Litauen       | 87 |                  |                  |
|  | Türkei            | 73                | Türkei        | 99 |                  |                  |
|  | Deutschland       | 93                |               |    | 29. Juni 2025    | 29. Juni 2025    |

### Viertelfinale
| 24. Juni 2025 17:30 Uhr 1 | Spielbericht | Frankreich                                               | 83 – 61 | Litauen                                                         | Stadion des Friedens und der Freundschaft, Piräus Zuschauer: 755 Schiedsrichter: Georgios Poursanidis, Paulina Gajdosz, Paulo Marques |
| 24. Juni 2025 17:30 Uhr 1 | Spielbericht | Punkte pro Viertel: 35:14, 21:17, 15:14, 12:16           |         |                                                                 | Stadion des Friedens und der Freundschaft, Piräus Zuschauer: 755 Schiedsrichter: Georgios Poursanidis, Paulina Gajdosz, Paulo Marques |
| 24. Juni 2025 17:30 Uhr 1 | Spielbericht | Punkte: Rupert 15 Rebounds: Badiane 7 Assists: Bernies 7 |         | Punkte: Juskaite 16 Rebounds: Juskaite 8 Assists: Donskichyte 3 | Stadion des Friedens und der Freundschaft, Piräus Zuschauer: 755 Schiedsrichter: Georgios Poursanidis, Paulina Gajdosz, Paulo Marques |
| 24. Juni 2025 17:30 Uhr 1 | Spielbericht |                                                          |         |                                                                 | Stadion des Friedens und der Freundschaft, Piräus Zuschauer: 755 Schiedsrichter: Georgios Poursanidis, Paulina Gajdosz, Paulo Marques |

| 24. Juni 2025 20:30 Uhr 1 | Spielbericht | Italien                                                         | 76 – 74 | Türkei                                                           | Stadion des Friedens und der Freundschaft, Piräus Zuschauer: 1.020 Schiedsrichter: Ariadna Chueca, Gvidas Gedvilas, Gatis Saliņš |
| 24. Juni 2025 20:30 Uhr 1 | Spielbericht | Punkte pro Viertel: 20:17, 11:18, 19:15, 18:18. Overtime/s: 8:6 |         |                                                                  | Stadion des Friedens und der Freundschaft, Piräus Zuschauer: 1.020 Schiedsrichter: Ariadna Chueca, Gvidas Gedvilas, Gatis Saliņš |
| 24. Juni 2025 20:30 Uhr 1 | Spielbericht | Punkte: Cubaj 16 Rebounds: Cubaj 7 Assists: Verona 7            |         | Punkte: Uzun 20 Rebounds: Senyurek 11 Assists: Onar, Uzun (je 5) | Stadion des Friedens und der Freundschaft, Piräus Zuschauer: 1.020 Schiedsrichter: Ariadna Chueca, Gvidas Gedvilas, Gatis Saliņš |
| 24. Juni 2025 20:30 Uhr 1 | Spielbericht |                                                                 |         |                                                                  | Stadion des Friedens und der Freundschaft, Piräus Zuschauer: 1.020 Schiedsrichter: Ariadna Chueca, Gvidas Gedvilas, Gatis Saliņš |

| 25. Juni 2025 17:30 Uhr 1 | Spielbericht | Spanien                                                                           | 88 – 81 | Tschechien                                                      | Stadion des Friedens und der Freundschaft, Piräus Zuschauer: 733 Schiedsrichter: Martin Horozov, Silvia Marziali, Péter Praksch |
| 25. Juni 2025 17:30 Uhr 1 | Spielbericht | Punkte pro Viertel: 12:18, 21:26, 28:22, 27:15                                    |         |                                                                 | Stadion des Friedens und der Freundschaft, Piräus Zuschauer: 733 Schiedsrichter: Martin Horozov, Silvia Marziali, Péter Praksch |
| 25. Juni 2025 17:30 Uhr 1 | Spielbericht | Punkte: Carrera 31 Rebounds: Torrens, Carrera (je 8) Assists: Ortiz, Ayuso (je 5) |         | Punkte: Holesinska 23 Rebounds: Cechova 8 Assists: Holesinska 6 | Stadion des Friedens und der Freundschaft, Piräus Zuschauer: 733 Schiedsrichter: Martin Horozov, Silvia Marziali, Péter Praksch |
| 25. Juni 2025 17:30 Uhr 1 | Spielbericht |                                                                                   |         |                                                                 | Stadion des Friedens und der Freundschaft, Piräus Zuschauer: 733 Schiedsrichter: Martin Horozov, Silvia Marziali, Péter Praksch |

| 25. Juni 2025 20:30 Uhr 1 | Spielbericht | Belgien                                                      | 83 – 59 | Deutschland                                                                     | Stadion des Friedens und der Freundschaft, Piräus Zuschauer: 1.230 Schiedsrichter: Andris Aunkrogers, Júlio Anaya, Viola Györgyi |
| 25. Juni 2025 20:30 Uhr 1 | Spielbericht | Punkte pro Viertel: 21:21, 20:15, 24:17, 18:6                |         |                                                                                 | Stadion des Friedens und der Freundschaft, Piräus Zuschauer: 1.230 Schiedsrichter: Andris Aunkrogers, Júlio Anaya, Viola Györgyi |
| 25. Juni 2025 20:30 Uhr 1 | Spielbericht | Punkte: Meesseman 30 Rebounds: Linskens 10 Assists: Vanloo 8 |         | Punkte: Geiselsöder, Bühner (je 13) Rebounds: Geiselsöder 6 Assists: Peterson 5 | Stadion des Friedens und der Freundschaft, Piräus Zuschauer: 1.230 Schiedsrichter: Andris Aunkrogers, Júlio Anaya, Viola Györgyi |
| 25. Juni 2025 20:30 Uhr 1 | Spielbericht |                                                              |         |                                                                                 | Stadion des Friedens und der Freundschaft, Piräus Zuschauer: 1.230 Schiedsrichter: Andris Aunkrogers, Júlio Anaya, Viola Györgyi |

### Platzierungsrunde
| 27. Juni 2025 11:45 Uhr 1 | Spielbericht | Litauen                                                          | 76 – 81 | Tschechien                                                        | Stadion des Friedens und der Freundschaft, Piräus Zuschauer: 246 Schiedsrichter: Ariadna Chueca, Paulo Marques, Josip Jurčević |
| 27. Juni 2025 11:45 Uhr 1 | Spielbericht | Punkte pro Viertel: 17:19, 17:23, 26:21, 16:18                   |         |                                                                   | Stadion des Friedens und der Freundschaft, Piräus Zuschauer: 246 Schiedsrichter: Ariadna Chueca, Paulo Marques, Josip Jurčević |
| 27. Juni 2025 11:45 Uhr 1 | Spielbericht | Punkte: Sventoraite 21 Rebounds: Juskaite 14 Assists: Juskaite 6 |         | Punkte: Pospisilova 15 Rebounds: Cechova 9 Assists: Pospisilova 5 | Stadion des Friedens und der Freundschaft, Piräus Zuschauer: 246 Schiedsrichter: Ariadna Chueca, Paulo Marques, Josip Jurčević |
| 27. Juni 2025 11:45 Uhr 1 | Spielbericht |                                                                  |         |                                                                   | Stadion des Friedens und der Freundschaft, Piräus Zuschauer: 246 Schiedsrichter: Ariadna Chueca, Paulo Marques, Josip Jurčević |

| 27. Juni 2025 14:30 Uhr 1 | Spielbericht | Türkei                                                    | 73 – 93 | Deutschland                                             | Stadion des Friedens und der Freundschaft, Piräus Schiedsrichter: Andris Aunkrogers, Paulina Gajdosz, Dariusz Zapolski |
| 27. Juni 2025 14:30 Uhr 1 | Spielbericht | Punkte pro Viertel: 15:23, 13:27, 24:23, 21:20            |         |                                                         | Stadion des Friedens und der Freundschaft, Piräus Schiedsrichter: Andris Aunkrogers, Paulina Gajdosz, Dariusz Zapolski |
| 27. Juni 2025 14:30 Uhr 1 | Spielbericht | Punkte: Senyurek 15 Rebounds: Senyurek 10 Assists: Uzun 4 |         | Punkte: Bühner 19 Rebounds: Fiebich 8 Assists: Bühner 7 | Stadion des Friedens und der Freundschaft, Piräus Schiedsrichter: Andris Aunkrogers, Paulina Gajdosz, Dariusz Zapolski |
| 27. Juni 2025 14:30 Uhr 1 | Spielbericht |                                                           |         |                                                         | Stadion des Friedens und der Freundschaft, Piräus Schiedsrichter: Andris Aunkrogers, Paulina Gajdosz, Dariusz Zapolski |

### Halbfinale
| 27. Juni 2025 17:30 Uhr 1 | Spielbericht | Frankreich                                             | 64 – 65 | Spanien                                           | Stadion des Friedens und der Freundschaft, Piräus Zuschauer: 2.495 Schiedsrichter: Gatis Saliņš, Júlio Anaya, Martin Horozov |
| 27. Juni 2025 17:30 Uhr 1 | Spielbericht | Punkte pro Viertel: 18:18, 20:13, 8:18, 18:16          |         |                                                   | Stadion des Friedens und der Freundschaft, Piräus Zuschauer: 2.495 Schiedsrichter: Gatis Saliņš, Júlio Anaya, Martin Horozov |
| 27. Juni 2025 17:30 Uhr 1 | Spielbericht | Punkte: Ayayi 19 Rebounds: Salaun 5 Assists: Bernies 7 |         | Punkte: Fam 21 Rebounds: Fam 9 Assists: Torrens 7 | Stadion des Friedens und der Freundschaft, Piräus Zuschauer: 2.495 Schiedsrichter: Gatis Saliņš, Júlio Anaya, Martin Horozov |
| 27. Juni 2025 17:30 Uhr 1 | Spielbericht |                                                        |         |                                                   | Stadion des Friedens und der Freundschaft, Piräus Zuschauer: 2.495 Schiedsrichter: Gatis Saliņš, Júlio Anaya, Martin Horozov |

| 27. Juni 2025 20:30 Uhr 1 | Spielbericht | Italien                                                                   | 64 – 66 | Belgien                                                                    | Stadion des Friedens und der Freundschaft, Piräus Zuschauer: 4.121 Schiedsrichter: Georgios Poursanidis, Péter Praksch, Çisil Güngör |
| 27. Juni 2025 20:30 Uhr 1 | Spielbericht | Punkte pro Viertel: 20:17, 13:23, 10:17, 21:9                             |         |                                                                            | Stadion des Friedens und der Freundschaft, Piräus Zuschauer: 4.121 Schiedsrichter: Georgios Poursanidis, Péter Praksch, Çisil Güngör |
| 27. Juni 2025 20:30 Uhr 1 | Spielbericht | Punkte: Cubaj 13 Rebounds: Cubaj 10 Assists: Zandalasini, Santucci (je 4) |         | Punkte: Meesseman, Vanloo (je 15) Rebounds: Meesseman 12 Assists: Vanloo 8 | Stadion des Friedens und der Freundschaft, Piräus Zuschauer: 4.121 Schiedsrichter: Georgios Poursanidis, Péter Praksch, Çisil Güngör |
| 27. Juni 2025 20:30 Uhr 1 | Spielbericht |                                                                           |         |                                                                            | Stadion des Friedens und der Freundschaft, Piräus Zuschauer: 4.121 Schiedsrichter: Georgios Poursanidis, Péter Praksch, Çisil Güngör |

### Spiel um Platz sieben
| 29. Juni 2025 11:45 Uhr 1 | Spielbericht | Litauen                                                                   | 87 – 99 | Türkei                                                            | Stadion des Friedens und der Freundschaft, Piräus Zuschauer: 238 Schiedsrichter: Martin Horozov, Paulo Marques, Dariusz Zapolski |
| 29. Juni 2025 11:45 Uhr 1 | Spielbericht | Punkte pro Viertel: 21:26, 25:26, 28:21, 13:26                            |         |                                                                   | Stadion des Friedens und der Freundschaft, Piräus Zuschauer: 238 Schiedsrichter: Martin Horozov, Paulo Marques, Dariusz Zapolski |
| 29. Juni 2025 11:45 Uhr 1 | Spielbericht | Punkte: Juskaite 26 Rebounds: Juskaite 8 Assists: Juskaite, Jocytė (je 8) |         | Punkte: Uzun, McGowan (je 22) Rebounds: McGowan 9 Assists: Uzun 7 | Stadion des Friedens und der Freundschaft, Piräus Zuschauer: 238 Schiedsrichter: Martin Horozov, Paulo Marques, Dariusz Zapolski |
| 29. Juni 2025 11:45 Uhr 1 | Spielbericht |                                                                           |         |                                                                   | Stadion des Friedens und der Freundschaft, Piräus Zuschauer: 238 Schiedsrichter: Martin Horozov, Paulo Marques, Dariusz Zapolski |

### Spiel um Platz fünf
| 29. Juni 2025 14:30 Uhr 1 | Spielbericht | Tschechien | 70 – 81 | Deutschland                                                    | Stadion des Friedens und der Freundschaft, Piräus Zuschauer: 230 Schiedsrichter: Viola Györgyi, Çisil Güngör, Amal Dahra |
| 29. Juni 2025 14:30 Uhr 1 | Spielbericht | Punkte pro Viertel: 15:13, 17:24, 23:23, 15:21                                                                       |         |                                                                | Stadion des Friedens und der Freundschaft, Piräus Zuschauer: 230 Schiedsrichter: Viola Györgyi, Çisil Güngör, Amal Dahra |
| 29. Juni 2025 14:30 Uhr 1 | Spielbericht | Punkte: Vorackova, Reisingerova (je 14) Rebounds: Hamzova, Reisingerova (je 6) Assists: Vorackova, Holesinska (je 4) |         | Punkte: Fiebich 20 Rebounds: Bessoir 10 Assists: Geiselsöder 8 | Stadion des Friedens und der Freundschaft, Piräus Zuschauer: 230 Schiedsrichter: Viola Györgyi, Çisil Güngör, Amal Dahra |
| 29. Juni 2025 14:30 Uhr 1 | Spielbericht | |         |                                                                | Stadion des Friedens und der Freundschaft, Piräus Zuschauer: 230 Schiedsrichter: Viola Györgyi, Çisil Güngör, Amal Dahra |

### Spiel um Platz drei
| 29. Juni 2025 17:30 Uhr 1 | Spielbericht | Frankreich                                                          | 54 – 69 | Italien                                                    | Stadion des Friedens und der Freundschaft, Piräus Zuschauer: 3.123 Schiedsrichter: Ariadna Chueca, Júlio Anaya, Gvidas Gedvilas |
| 29. Juni 2025 17:30 Uhr 1 | Spielbericht | Punkte pro Viertel: 22:23, 14:19, 9:11, 9:16                        |         |                                                            | Stadion des Friedens und der Freundschaft, Piräus Zuschauer: 3.123 Schiedsrichter: Ariadna Chueca, Júlio Anaya, Gvidas Gedvilas |
| 29. Juni 2025 17:30 Uhr 1 | Spielbericht | Punkte: Touré 13 Rebounds: Ayayi, Badiane (je 5) Assists: Bernies 3 |         | Punkte: Zandalasini 20 Rebounds: André 6 Assists: Verona 5 | Stadion des Friedens und der Freundschaft, Piräus Zuschauer: 3.123 Schiedsrichter: Ariadna Chueca, Júlio Anaya, Gvidas Gedvilas |
| 29. Juni 2025 17:30 Uhr 1 | Spielbericht |                                                                     |         |                                                            | Stadion des Friedens und der Freundschaft, Piräus Zuschauer: 3.123 Schiedsrichter: Ariadna Chueca, Júlio Anaya, Gvidas Gedvilas |

### Finale
| 29. Juni 2025 20:30 Uhr 1 | Spielbericht | Spanien                                                                            | 65 – 67 | Belgien                                                         | Stadion des Friedens und der Freundschaft, Piräus Zuschauer: 7.827 Schiedsrichter: Gatis Saliņš, Paulina Gajdosz, Péter Praksch |
| 29. Juni 2025 20:30 Uhr 1 | Spielbericht | Punkte pro Viertel: 19:18, 18:13, 15:18, 13:18                                     |         |                                                                 | Stadion des Friedens und der Freundschaft, Piräus Zuschauer: 7.827 Schiedsrichter: Gatis Saliņš, Paulina Gajdosz, Péter Praksch |
| 29. Juni 2025 20:30 Uhr 1 | Spielbericht | Punkte: Ayuso, Pueyo, Ginzo (je 11) Rebounds: Torrens 5 Assists: Ortiz, Fam (je 4) |         | Punkte: Allemand 19 Rebounds: Meesseman 11 Assists: Meesseman 7 | Stadion des Friedens und der Freundschaft, Piräus Zuschauer: 7.827 Schiedsrichter: Gatis Saliņš, Paulina Gajdosz, Péter Praksch |
| 29. Juni 2025 20:30 Uhr 1 | Spielbericht |                                                                                    |         |                                                                 | Stadion des Friedens und der Freundschaft, Piräus Zuschauer: 7.827 Schiedsrichter: Gatis Saliņš, Paulina Gajdosz, Péter Praksch |

## Endstand
Der offizielle Endstand zum Abschluss des Turniers:
| Rang                           | Team           | Bilanz |
| ------------------------------ | -------------- | ------ |
| Gold                           | Belgien        | 6:0    |
| Silber                         | Spanien        | 5:1    |
| Bronze                         | Italien        | 5:1    |
| 4                              | Frankreich     | 4:2    |
| Ausgeschieden im Viertelfinale |                |        |
| 5                              | Deutschland    | 4:2    |
| 6                              | Tschechien     | 3:3    |
| 7                              | Türkei         | 3:3    |
| 8                              | Litauen        | 2:4    |
| Ausgeschieden nach Vorrunde    |                |        |
| 9                              | Slowenien      | 1:2    |
| 10                             | Schweden       | 1:2    |
| 11                             | Griechenland   | 1:2    |
| 12                             | Portugal       | 1:2    |
| 13                             | Serbien        | 0:3    |
| 14                             | Großbritannien | 0:3    |
| 15                             | Montenegro     | 0:3    |
| 16                             | Schweiz        | 0:3    |

Legende:
|  | = qualifiziert zur Basketball-Weltmeisterschaft der Damen 2026                   |
|  | = qualifiziert zur Qualifikation zur Basketball-Weltmeisterschaft der Damen 2026 |
|  | = bereits vorab qualifiziert zur Basketball-Weltmeisterschaft der Damen 2026     |

## Schiedsrichter
Anfang April 2025 gab die FIBA die Liste der Schiedsrichterinnen und Schiedsrichter für das Turnier bekannt. 32 Unparteiische aus 21 Nationen, davon 13 Frauen, wurden nominiert.
- Yasmina Alcaraz Moreno
- Júlio César Anaya Freile
- Andris Aunkrogers
- Ariadna Chueca Moreno
- Amal Dahra
- Alexandre Deman
- Nataša Dragojević
- Paulina Karolina Gajdosz
- Gvidas Gedvilas
- Çisil Güngör
- Viola Györgyi
- Martin Horozov
- Ivana Ivanovic
- Geert Jacobs
- Josip Jurčević
- Gintaras Mačiulis
- Paulo Marques
- Silvia Marziali
- Ivor Matějek
- Veronika Obertová
- Valentin Oliot
- Georgios Poursanidis
- Péter Praksch
- Michał Proc
- Gatis Saliņš
- Sandra Sánchez Gonzalez
- Carsten Straube
- Zdenko Tomašovič
- Jelena Tomić
- Özlem Yalman
- Dariusz Zapolski
- Blaž Zupančič